# Christian Kretzschmar
Christian Kretzschmar (auch Christian Kretschmar; * um 1700; † 23. Juni 1768 in Merzig) war ein deutscher Baumeister des Barocks und des Rokokos.

## Leben
Aus Sachsen stammend war er im Saarland, damals Kurtrier, tätig. Er heiratete Anna Bonnevie und lebte in Merzig, am 14. Januar 1750 wurde er dort zum Ratsherrn und Schöffen gewählt.

## Werke
- Benediktinerabtei Sankt Peter und Maria in Mettlach
- 1734: St. Paulin in Trier (Zuschreibung umstritten)[1]
- 1739: Zehnthof des Klosters Rettel in Launstroff
- 1739: Orgelempore in der Benediktinerabtei St. Mauritius in Tholey[2]
- 1740: Staad-Marx’sches Bürgerhaus, Poststraße 12 in Merzig
- 1745: St. Gangolf in (Merzig-)Besseringen, Pavillon „Pagodenburg“
- 1745–1755: Hilbringer Schloss[3]
- um 1750: kath. Filialkirche St. Mariae in (Merzig-)Harlingen
- 1751: Kloster Himmerod[4]
- 1755: Rauhof in Wiltingen
- um 1760: Wohnhaus Trierer Straße 97 in Merzig[5]

## Sonstiges
Die Gemeinschaftsschule Merzig wurde nach ihm benannt. In Mettlach ist die Christian-Kretzschmar-Straße nach ihm benannt.